# Karl Julius Perleb
Karl (ou Carl) Julius Perleb est un botaniste allemand né le 20 mai 1794 à Constance et mort le 11 juin 1845 à Fribourg-en-Brisgau.

## Biographie
De 1809 à 1811, il étudie à Fribourg où il obtient d'abord un doctorat de philosophie puis en 1815 de médecine. Afin d'obtenir l'autorisation d'enseigner, il séjourne à Vienne en 1818 puis en 1821. Il est alors nommé professeur extraordinaire d'histoire naturelle, puis en 1823, professeur titulaire, en 1826, directeur du jardin botanique de Fribourg et en 1838 devient recteur de l'université.
Il est l'auteur de nombreuses publications scientifiques et l'ami de l'historien Heinrich Schreiber (1793–1872). Il était spécialisé dans les spermatophytes.